# Baden (stato)
Il Baden o Baden del Sud (in alemanno Baden o Südbaden) fu uno Stato formato in Germania nel dicembre del 1945 all'indomani del crollo del Terzo Reich, sulle ceneri della vecchia Repubblica di Baden, nella zona della Germania occupata dai francesi. Nel 1949 lo Stato, col nome di Baden entrò a far parte della Germania occidentale e dal 1952 divenne parte dell'attuale stato del Baden-Württemberg.

## Storia

### Formazione
Alla Conferenza di Jalta del 1945, la Francia ottenne l'occupazione di questa zona nell'amministrazione della Germania post-bellica. Precedentemente l'area era occupata da diversi stati tra cui la Repubblica di Baden, il Libero Stato di Württemberg e la Provincia di Hohenzollern che apparteneva alla Prussia e venne quindi suddivisa tra la parte a sud affidata alla Francia e quella a nord affidata agli Stati Uniti. Il confine tra le due zone era costituito dall'autostrada che collegava Karlsruhe e Monaco di Baviera (attuale A8). Friburgo in Brisgovia venne designata quale capitale della zona del Baden meridionale affidata ai francesi mentre la capitale di Karlsruhe venne affidata agli americani a nord.
Il 19 maggio 1947 il Baden ottenne una nuova costituzione, nel cui preambolo si legge che il nuovo Stato si ricollegava per tradizione al precedente anche se gran parte dei territori che componevano l'area del Baden da 150 anni erano stati dati ad una differente amministrazione. Per rafforzare l'identità di questo nuovo Baden si decise di adottare la vecchia bandiera repubblicana e già granducale e il nome dello Stato venne cambiato da "Baden del Sud" a "Baden".

### La nuova amministrazione
Per il primo anno della sua esistenza, il Baden del Sud venne direttamente governato dall'amministrazione militare francese. Dopo le locali elezioni del dicembre del 1946, il Badische Christlich-Soziale Volkspartei (BCSV) si impose come il partito predominante ed il suo leader, Leo Wohleb, venne nominato dai francesi presidente e segretario di stato. Nell'aprile del 1947 il BCSV si associò con l'Unione Cristiano Democratica (CDU), rinominandosi CDU Baden.
Il 24 luglio 1947 si tennero le uniche elezioni di stato in Baden: la CDU ottenne la maggioranza assoluta, con il 55,9% dei voti. Ad ogni modo i francesi continuarono ad avere come loro molti punti chiave dell'amministrazione del potere nel Baden in quanto un tentativo di lasciare che i partiti si autogovernassero completamente era già fallito a causa dell'incursione del partito comunista (KPD). L'amministrazione francese cessò con la costituzione della Repubblica Federale di Germania.

### Il nuovo stato

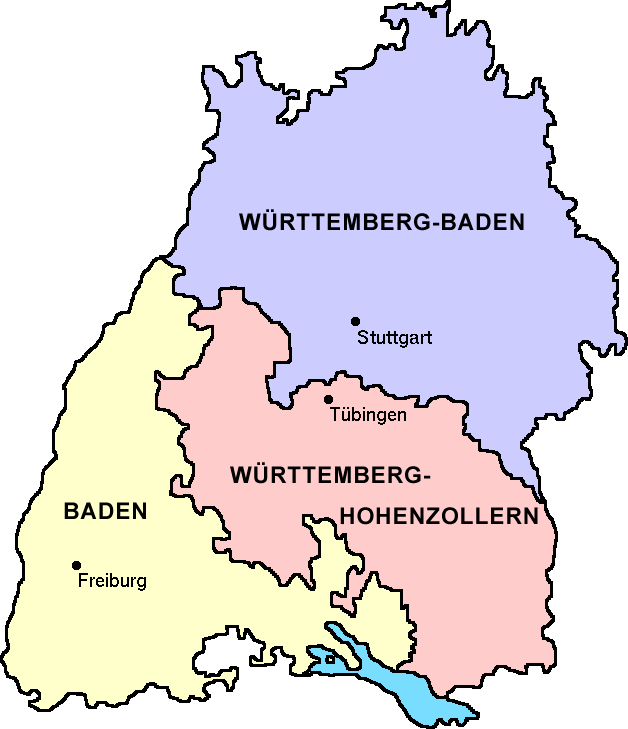
I tre Stati uniti a formare il Baden-Württemberg nel 1952

Con la fine del governo militare delle potenze straniere nella Germania occidentale, le tre potenze coinvolte richiesero agli Stati di riesaminare i loro confini interni al fine di consentire un miglior governo dei territori. La prima decisione presa fu quella di ricreare gli Stati del Baden e del Württemberg come due stati separati (con l'acquisizione della provincia di Hohenzollern da parte del Württemberg, dopo l'abolizione della Prussia). La soluzione, però, non poteva garantire una piena stabilità ad un'area già in passato molto contesa e come tale, non senza difficoltà, si procedette ad un referendum che a sorpresa riuscì ad unire i due stati a formare l'attuale stato del Baden-Württemberg: era il 25 aprile 1952.
Non mancarono successivamente numerose rivendicazioni soprattutto da parte degli indipendentisti che erano intenzionati a separarsi dal Württemberg anche per ragioni culturali e storiche. Nel 1956 il tribunale tedesco riesaminò il caso del referendum del 1951 e stabilì che il referendum dovesse essere ripetuto, pur con l'opposizione del governo del Württemberg. Il referendum ebbe luogo solo nel 1970 a diciotto anni dall'unione dei due stati, ma l'81% della popolazione del Baden si era dichiarata favorevole al mantenimento nell'unione dei due stati.